# Грибков Віктор Никифорович
Віктор Никифорович Грибков (нар. 1950) — український банкір. Станом на 2000 рік — голова правління ВАТ «Державний ощадний банк України», член ради Асоціації українських банків.
Нагороджений орденом «За заслуги» III ступеня за «вагомий особистий внесок у становлення і розвиток банківської системи України, високий професіоналізм» (2000).
Станом на 2018 рік — голова спостережної ради «Альпарі Банк». До 2024 року (коли НБУ відкликала ліцензію банку) то був найменший банк України, мав лише 1 відділення.